# Turó Gros de Miralles
El Turó Gros de Miralles és una muntanya de 343 metres que es troba entre els municipis de Santa Susanna i de Tordera, a la comarca del Maresme.